# 平野運平
平野 運平（ひらの うんぺい、1886年3月23日 - 1919年2月6日）は、旧名を「榛葉」という、ブラジル移民の先駆者として働き「ブラジル移民の父」と称された明治・大正期の海外開拓家である。

## 概要
平野運平は1886年3月23日に現在の掛川市にあたる静岡県小笠郡栗本村で生まれた、榛葉健蔵の三男である。
同氏は、掛川中を卒業したのち、義兄の平野家に入籍したのち、同氏は東京外国語学校大西語科を卒業した。
1908年4月28日には神戸港より笠戸丸に乗船して出発した第1回ブラジル移民の笠戸丸移民に通訳五人衆の一人として同行し、シベリア経由での50日余の航海ののち、1908年6月18日にサンパウロ州のサントス港に入港した。
その後、笠戸丸移民は6つのコーヒー農園に分けて配属されることとなり、その中でも平野運平はグァタパラのコーヒー農園に入ることとなった。
平野運平は、そこでリーダー性を発揮し、後に約500家族を統括する農園の副総支配人にまで成り上がった。
1915年には日本人の開拓地の必要性を説いたサンパウロ初代総領事の松村貞雄の考えに共感し、契約労働者（コロノ）から独立農へ移行する必要性を感じたことから平野植民地の建設に着手した。
彼は、1915年に入植者を募集して、ノロエステ線のバウルー駅から125kmのところに位置するプレジデンテ・ペンナ駅（現在、カフェーランジア駅）から東北13kmにあるドラード河畔にある1,620アルケール、つまり3920ヘクタールの原生林を購入した。
そして、有志で集まった人々の中から1915年8月に先発隊が先発隊がカフェランジャ市に位置していた、後に平野植民地となる原生林に入り、同年12月には82家族が同地に入植して稲作を開始した。
しかし、同年11月ごろからマラリアの感染者が増え、1916年2月にはほぼ全員が病床についた状態となった。
しかし、当時のマラリア特効薬であったキニーネは値段が高く、州政府に平野運平が掛け合っても入手できなかったため、平野運平は土地代金に相当する13コントス、現在の3600万円にあたる借金を行なってキニーネを手に入れた（尚、この借金は1919年に平野運平が病死したことから未払いであると考えられており、時効も確実だとされている）。
平野運平は最善を尽くしたものの、醍醐麻沙夫の『森の夢』などで描かれているようにマラリアの被害は大きく、1916年初めには2ヶ月で60人から70人ほどがマラリアで亡くなったとされており、彼らの墓は高さ3mほどの開拓犠牲者之碑と呼ばれる旧墓地に置かれている。
その後も、1917年にイナゴの大群による蝗害で作物を全て食い荒らされ、1918年には大干魃に見舞われ、1919年には平野運平が病死するなど、困難が続いたものの、平野植民地は発展し続けてコーヒーや綿花の栽培に成功した。
尚、平野運平は内縁の妻・中川イサノとの間には1918年に長男のジョゼが生まれており、妻の中川イサノは、運平の実の弟である榛葉彦平と1939年に結婚している。
また、1927年に彼の業績を偲んで現地に鎮魂碑が建てられたている。
彼の死後、旧墓地から1kmほど離れた地点に位置する新墓地に彼の墓が作られたほか、会館には松村貞雄とともに平野運平の肖像画が飾られている。
2008年6月18日には故郷の静岡県掛川市の生涯学習センターで平野運平顕彰会総会と胸像の除幕式が行われている。
彼の生涯は平野植民地の開拓記念日に合わせて2013年9月3日に『読本 ブラジル移民の父・平野運平』として松尾良一が執筆する形で出版された。